# Pala Gran
La Pala Gran és una pala del terme de Sarroca de Bellera, al Pallars Jussà, en el territori de l'antic terme de Benés.
Està situada al vessant de ponent de la Serra de la Pala, a l'esquerra de la Valiri, al nord-est de Castellnou d'Avellanos. És el contrafort oest del Pilar de la Pala.